# 7804 Boesgaard
7804 Boesgaard eller 3083 P-L är en asteroid i huvudbältet som upptäcktes den 24 september 1960 av den nederländsk-amerikanske astronomen Tom Gehrels och det nederländska astronomparet Ingrid van Houten-Groeneveld och Cornelis Johannes van Houten vid Palomarobservatoriet. Den är uppkallad efter Ann Merchant Boesgaard.